# استر کانول
استر کانول (انگلیسی: Esther M. Conwell; ۲۳ مهٔ ۱۹۲۲ –  ۱۶ نوامبر ۲۰۱۴) فیزیک‌دان، و مهندس اهل ایالات متحده آمریکا بود.
وی همچنین برندهٔ جوایزی همچون مدال ادیسون انجمن مهندسان برق و الکترونیک و نشان ملی علوم شده است.